# 사토 미와코
사토 미와코(佐藤美和子)는 아오야마 고쇼의 만화 《명탐정 코난》에 등장하는 인물이다.

## 개요

### 여형사 사토 미와코(오지인)
경시청 형사부 수사1과 강행범 수사3계에 소속된 여형사이며 계급은 경부보(警部補)이다. 씩씩한 성격에다가 여형사로 경시청에 근무하는 남자형사들로부터 엄청난 인기를 받고 있다. 사격솜씨가 좋으며 유도에도 가능하고 카레이서 수준의 운전 솜씨를 가지고있다. 실례로 다카기(신형선)형사가 납치되었을 때에는 권총으로 목에 걸린 밧줄을 끊었고 살인사건을 목격한 코바야시(김은주)교사로 위장하고 있다가 살인범을 유도로 쓰러뜨렸다.

#### 아버지의 순직
연령은 28세 전후로 아버지는 수사 제1과 강행범(강력범) 수사 3계 소속 형사였지만 사토 형사가 초등학생이던 18년 전에 순직하였다. 친구 가노가 강도죄를 짓고 사토 형사의 아버지 손에 연행하던 중이었다. 그만 낙심한 친구가 트럭이 지날 때에 뛰어들어 자살하려고 했다.이를 보고 밀쳐내고 자신이 치여 죽었던 것. 죽어가면서 "자수해"라고 말했는데, 목격자가 "수해"라고 잘못 들었다. 수첩에 적힌 "간오"는 "가노"를 다르게 부르는 이름 곧 별명이었다. 덕분에 18년이나 수해사건으로 불리던 강도 및 형사순직사건은 딸인 사토 형사가 수사함으로써 가노가 강도라는 사실이 밝혀졌다. 공소시효가 지날때까지 가노는 이탈리아에 가 있었는데, 공소시효가 지난 것은 아니었다. 용의자가 도망한 기간은 공소시효에 넣지 않기 때문이다. 비행기가 기상악화로 일본에 늦게 돌아오면서 하루가 연장되었던 터라, 사토 형사가 가노의 이탈리아 밥집에서 수사하여 진상규명을 한 날이 공소시효가 끝나기 직전인 날이었다. 증거인 강도짓을 해서 빼앗은 오억 오천만 엔을 양심의 가책때문에 쓰지 못하고, 집에 숨겼음도 밝혀내었는데, 가노가 말하지 않더라도 압수수색으로 찾아낼 생각이었다고 했다. 아버지 친구라고 해서 봐주지 않고 수사한 일은 사토 미와코 형사의 공정함을 보여준다.

#### 여걸
형사가 되고 나서 아버지의 유품인 수갑을 부적 대신 가지고 있고 상사인 메구레 경부경부(골롬보 반장)를 아버지처럼 생각하며 3년 전에 폭탄 사건으로 순직한 동료 마츠다 진페이(송보윤)형사를 생각하면서 이전부터 다카기 형사가 순직한 그와 조금씩 닮았다고 생각한다. 사토 형사는 두려움을 모르는 여걸인터라 다카기 형사가 납치되었을 때에는 헬리콥터에서 뛰어내려 구출하는 용감함을 보이기도 했다.

### 연애
다카기 형사가 위기에 처했다가 구출되는 여러 사건을 거치면서 다카기 형사에 대한 자신의 마음을 깨닫고 현재는 다카기와 사실상 연인 사이가 된다. 최근에 다카기에게 먼저 키스를 하는 등 적극적인 모습도 보인다. 화이트데이 살인(명탐정 코난 만화책 69권)에서는 소노코에게 "화이트데이엔 애인에게 초콜렛을 선물받는 것"이라는 말을 듣고 다카기 형사에게 초콜렛을 달라고 하기도 했다. 자기의 생각을 조리있게 말할 줄 안다. 사토 형사가 윗사람이어서 그런지 다카기 형사를 돌보는 장면들도 나온다. 야간노동을 하고 후줄그레한 옷차림을 보고, 넥타이를 바로 매주려고 했다.

### 직감
다른 사람에 비해 감각이 뛰어나 코난이 명탐정인 모리 코고로를 재워서 추리를 하면 이상하게 생각해서 볼을 꼬집는 등 현장을 읽는 눈이 있지만 겉모습이 초등학생인 코난의 추리력을 높이 사고 있기 때문에 그가 사건 수사에 관여해도 비교적 너그러운 모습을 보이며 또 코난이 보낸 휴대전화 메일을 읽고 직장상사를 공기총으로 때려 살해하고 직장 동료(에노모토 아즈사의 오빠)에게 누명을 씌운 뒤 자살을 위장한 살인을 음모한 악질 살인범을 검거하기도 하였다. 고등학생 탐정인 쿠도 신이치나 핫토리 헤이지의 능력에는 의문을 보이나 신속한 추리력에 놀라기도 한다.
현재는 집에서 어머니와 함께 둘이서 생활을 하고 있으며, 비번일 때는 한가롭게 드러누우면서 텔레비전을 보고 귤이나 까먹는데 그런 모습을 어머니에게 지적받은 적도 있다. 한번은 어머니의 권유로 시라토리 경부와 맞선을 보았으나 내키지 않은 것으로 보인다. 경시청 내에서 인기가 많으나 정작 본인은 연애에 관심이 없고 둔감하여 연애에 관해서는 서툰 면이 있다. 한번은 왼손의 약지에 끼는 반지의 진짜 의미를 모른 상태에서 단지 "부적"의 의미로 아는 것을 밝히며 감정이 절제된 행동으로 다카기와 다른 형사들이 곤혹스러워 하게 만든 적이 있다.

## 보충
- 단행본 19권 및 애니메이션 130화에 범인의 관절을 꺾는 모습으로 처음 등장한다.
- 겐타와 미츠히코의 휴대전화 번호를 알 수 있다.
- 그녀에게 지급된 권총은 뉴 난부 M60(ニューナンブM60)이다.
- 극장판 눈동자 속의 암살자에서는 범인에게 권총으로 5발 맞았으며 그 중 1발이 심장 근처에서 멈추어 중상을 입었다. 몇 일간 의식 불명이었으나 사건 해결과 동시에 의식이 회복되었으며 그 이후에는 후유증 없이 완쾌하여 현장으로 복귀했다.
- 극장판 탐정들의 진혼가에서는 소노코의 저지를 받고 물러서던 거구의 소매치기범에게 제 2의 인질로 잡히기도 했으나 그 상황에서도 기지를 발휘해 소매치기범을 뒤로 넘겨버리기도 했다.
- 마츠다 형사의 순직이 상처로 남아 있었기 때문에 유원지에서 마약 밀매업자를 추격했을 때 관람차 근처에서 오른 불꽃을 보고 그 장면을 떠올리기도 했다.
- 안경을 벗은 코바야시 스미코와 많이 닮았으며 그 때문에 시라토리 경부가 사토에게 반하기도 했다. 서로 모습이 비슷한 이유는 사토를 디자인을 할 때 먼저 등장한 고바야시[4]의 디자인을 차용했기 때문이다.
- 그녀의 수사용 차량은 마쓰다 RX-7 FD3S (앙피니) 차량이다.

## 성우진
일본어판은 유야 아츠코(湯屋敦子)가, 한국어 더빙판은 한채언이 영어 더빙판은 케이트 옥슬리(Kate Oxley)가 더빙을 하였다.

## 각 언어판별 이름
한국어 더빙판에서는 오지인이라는 이름으로 나오며 해외판에서는 미와코 시몬(Miwako Simone)이라는 이름으로 나온다.